# Ardeutica sphenobathra
Ardeutica sphenobathra es una especie de polilla de la familia Tortricidae. Se encuentra en Guyana.